# Беларусь в Первой мировой войне
Согласно разработанным планам военных действий, Германия рассчитывала сначала победить Францию, а затем Россию. Вторгшись во Францию через территорию нейтральной Бельгии, немцы создали реальную угрозу Парижу.
Главный удар Россия планировала нанести Австро-Венгрии в направлении Галиции, что давало возможность проникнуть на Балканы и в проливы Босфор и Дарданеллы.

## Мобилизация
На русско-германском фронте война началась сражениями в Восточной Пруссии, Польше, Галиции. Литовско-белорусские губернии, находившиеся вблизи театра военных действий, были объявлены на военном положении. Были запрещены забастовки, митинги, шествия, демонстрации, введена военная цензура. Территория Белоруссии входила в состав Двинского и Минского военных округов, и в соответствии с указом Николая II от 20 июля 1914 года вся местная гражданская администрация должна была подчиняться своим начальникам. Ставка Верховного главнокомандующего великого князя Николая Николаевича располагалась в Барановичах. 29 июля, согласно его приказу, начальникам военных округов была направлена директива «обеспечить гражданским властям самые энергичные боевые действия, с тем чтобы полным единством военных и гражданские власти на местах военных округов».
С начала 1915 года основные силы Германии находились на Восточном фронте. В результате немецкого наступления русские войска в июне 1915 года покинули Галицию, потеряв около 600 000 человек пленными, убитыми и ранеными. Захватив Галицию, Германия сосредоточила свои основные силы на польском театре военных действий.
Русские войска, терпя поражение за поражением в Польше, в июле 1915 года сдали Варшаву. Фронт стремительно приближался к Белоруссии. В августе 1915 года началось немецкое наступление в направлении Каунас — Вильнюс — Минск. В начале сентября 1915 года русская армия оставила Вильнюс, Гродно, Лиду, Брест и другие города Западной Белоруссии. Ставка Верховного главнокомандующего была переведена из Барановичей в Могилёв. В октябре 1915 года фронт стабилизировался на линии Двинск — Поставы — Барановичи — Пинск. Значительная часть территории Белоруссии находилась под немецкой оккупацией.
В связи с наступлением немецких войск на восток двинулся большой поток беженцев из Польши, Литвы и западных районов Белоруссии (более 1 млн 320,5 тыс. человек) На захваченной Германией территории Белоруссии были введены различные воинские повинности. К оборонным работам (рытье окопов, наведение мостов, ремонт дорог, охрана военных объектов и т. д.) привлекалось все население прифронтовой полосы. Начались массовые реквизиции скота, продовольствия и фуража. В Витебской губернии с 1 июня 1914 года по 1 июня 1915 года было реквизировано в армию 120 000 голов крупного рогатого скота, в результате чего поголовье крупного рогатого скота уменьшилось на 21,5 %.
Немецкие власти также производили реквизиции и принудительные работы для нужд фронта. Оккупанты насильно отбирали у крестьян лошадей, коров, других домашних животных, продукты питания, фураж, одежду, обувь и заставляли их выполнять различные повинности.

### Сельское хозяйство
Сельское хозяйство Белоруссии оказалось в исключительно тяжелом положении. Более половины всех трудоспособных мужчин белорусского села были мобилизованы и отправлены на фронт. Только из Минской, Могилевской и Витебской губерний в армию было призвано 634,4 тыс. человек. За время войны посевные площади Белоруссии уменьшились: рожь — на 18,7 %, пшеница — на 22,1 %, картофель — на 34,2 %. В условиях невероятной нищеты, тесноты и голода в прифронтовых губерниях широко распространились различные болезни — тиф, холера и другие.
С 1915 года в Белоруссии наблюдается рост рабочего движения. В апреле 1915 года прошла демонстрация рабочих и служащих Гомельского железнодорожного узла. Летом того же года забастовали рабочие Либаво-Роменского железной дороги в Гомеле. В 1916 году забастовочное движение охватило 11 населенных пунктов Белоруссии, в котором участвовало 1800 человек. Главным требованием бастующих было повышение заработной платы.

### Крестьянские волнения
В 1915 году значительно усилились крестьянские волнения. В связи с переносом военных действий на территорию Белоруссии и ростом поборов среди крестьян, наряду с антипомещичьими настроениями, усилились и антиправительственные настроения. В 1915 году состоялось 99 крестьянских демонстраций. Однако в 1916—1917 годах их количество значительно уменьшилось. В 1916 году их было 60, а в январе — феврале 1917 года всего 7.
Военные поражения русской армии в кампании 1915 года, боевые неудачи 1916 года, огромные человеческие потери вызывали недовольство солдат. В войсках вспыхнули беспорядки из-за плохого снабжения продовольствием и обмундированием, нехватки оружия и боеприпасов. Всего за время войны в Белоруссии произошло 62 значительных солдатских беспорядка. Дезертирство усилилось. Целые воинские части и соединения отказывались переходить в наступление. Усилилась антиправительственная агитация среди солдат.
22 октября 1916 года произошло восстание солдат, казаков и матросов на распределительном пункте в Гомеле. Восстание вспыхнуло в связи с арестом одного из казаков. На его защиту встало около 4000 солдат и матросов, разоружив полицейский караул и освободив из-под ареста более 800 человек. 26 октября боевики разогнали отряд милиции, который занимался обысками. Повстанцы были жестоко наказаны. 16 человек предстали перед судом. 9 из них были расстреляны, а остальные отправлены на каторгу и в СИЗО. Но остановить процесс разложения армии было уже невозможно, она постепенно выходила из строя.

## Обер-Ост
После установления в октябре 1915 года линии фронта Двинск — Браслав — Поставы — Сморгонь — Барановичи — Пинск — Луцк между немецкими и русскими войсками часть белорусских земель оказалась под оккупацией. На части, занятой немецкими 8, 9 и 12-й армиями, было создано Обер-Остское военно-административное управление общей площадью 108,8 тыс. км². Официальное название «Обер Ост» (Ober Ost) произошло от аббревиатуры немецкого названия военной должности фельдмаршала Гинденбурга — Верховного главнокомандующего на Востоке (нем. Oberbefehlshaber Ost). Позже так называлась вся местная немецкая администрация, а также территории, находившиеся в ведении Верховного Главнокомандующего.

## Белорусское национальное движение
В годы войны в белорусском национальном движении произошли значительные изменения. Все довоенные белорусские национальные и культурные организации были распущены. Газета «Наша Нива», редактором которой был Янка Купала, была закрыта. На территории, захваченной Германией, известные белорусские деятели братья Иван и Антон Луцкевичи, Вацлав Ластовский и другие выступили с идеей создания конфедерации Литвы и Белоруссии в форме Великого княжества Литовского с целью восстановления общего литовско-белорусского государства на основе независимости Литвы и Беларуси.
Однако создать конфедерацию не удалось. Германское правительство не было заинтересовано в таком государстве. Заняв Вильнюс, немецкое командование объявило, что белорусские земли будут подчиняться «Короне польской». В связи с этим польские помещики-священники, пользуясь поддержкой оккупантов, стали настойчиво проводить полонизацию белорусского населения. На оккупированной белорусской территории была создана широкая сеть польских школ и различных объединений польского «единства». Насильственная полонизация вызвала возмущение местного населения. Начались споры между поляками и белорусами. Это привело к отказу от идеи образования конфедеративного государства. Более того, произошел раскол в самом белорусском национальном движении. Группа белорусских деятелей во главе с Вацлавом Ластовским основали тайную организацию «Соединение независимости и неделимости Белоруссии», целью которой было создание независимой Белоруссии в её этнографических границах.
Германия, стремясь укрепить свою власть на оккупированной территории, приняла соответствующие меры, чтобы, во-первых, не допустить создания здесь независимого государства, а во-вторых, не допустить полного польского господства на этих землях. В начале 1916 года немецкий фельдмаршал Гинденбург объявил белорусский язык равным польскому, литовскому и ивриту в приказе о школах оккупированной территории. Несмотря на противодействие польских помещиков и священников, белорусское национальное движение значительно оживилось. На оккупированной территории были открыты белорусские школы и созданы издательства. Начался выпуск газет и журналов на белорусском языке. Начала выходить газета «Хоман». В Вильнюсе были созданы «Белорусский клуб», «Золак», «Научное общество», «Белорусский союз учителей» и другие. Всей этой работой руководил созданный в 1915 году в Вильнюсе Белорусский народный комитет во главе с Антоном Луцкевичем. В апреле 1916 года комитет принял участие в работе конференции народов России, проходившей в Стокгольме, а также в международной конференции в Лозанне в июне 1916 года. Делегация белорусов обратилась ко всем цивилизованным людям мира с призывом помочь белорусскому народу свободно развивать свои «интеллектуальные, нравственные и экономические силы», стать хозяевами своей земли.